# 阿由葉勝作

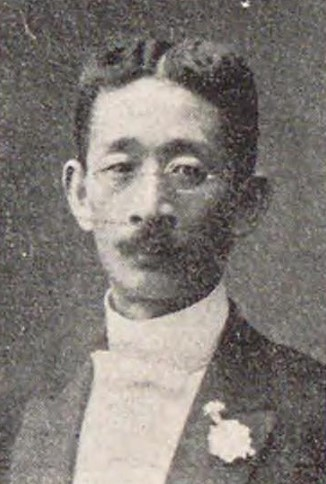
阿由葉勝作

3代 阿由葉 勝作（あゆば かつさく、1877年（明治10年）10月13日 - 1952年（昭和27年）8月19日）は、明治時代後期から昭和時代前期の政治家、実業家。衆議院議員（3期）。幼名は長之助。

## 経歴
2代阿由葉勝作の長男として栃木県足利郡利保村（北郷村を経て現足利市利保町）で生まれる。1894年（明治27年）7月、家督を相続する。慶應義塾に学び、農業を営む傍ら、北郷村長、同村会議員、栃木県会議員、同参事会員、同議長を歴任する。実業家としては東海銀行、足利瓦斯各取締役、野洲新聞社長、東野鉄道取締役、宇都宮常設家畜市場取締役、宇都宮米券倉庫監査役、第二特許織物取締役を歴任する。
1920年（大正9年）5月の第14回衆議院議員総選挙では栃木県第6区から憲政会所属で出馬し当選。第15回、第17回衆議院議員総選挙でも当選し、計3期衆議院議員を務めた。

## 親族
- 義兄：阿由葉鎗三郎（姉コウの夫、衆議院議員）[1]
- 岳父：木村半兵衛（妻サダの父、実業家・3代木村半兵衛の長男）[5]